# Mataruška Banja
Mataruška Banja (cirill betűkkel Матарушка Бања), település Szerbiában, a Raškai körzet Kraljevoi községében.

## Népesség
- 1948-ban 470 lakosa volt.
- 1953-ban 704 lakosa volt.
- 1961-ben 915 lakosa volt.
- 1971-ben 1 329 lakosa volt.
- 1981-ben 2 132 lakosa volt.
- 1991-ben 2 262 lakosa volt.
- 2002-ben 2 732 lakosa volt, akik közül 2 665 szerb (97,54%), 21 montenegrói, 12 macedón, 6 jugoszláv, 5 cigány, 5 horvát, 1 albán, 1 bolgár, 1 román, 1 ukrán, 6 ismeretlen.